# Championnats du monde de gymnastique rythmique 1979
Les IXe championnats du monde de gymnastique rythmique se sont tenus à Londres en Angleterre du 4 au 5 juillet 1979. 

## Résultats

### Épreuves individuelles

#### Concours général individuel
| Rang | Nation                         | Gymnaste           |       |       |       |       | Total  |
| ---- | ------------------------------ | ------------------ | ----- | ----- | ----- | ----- | ------ |
| 1    | Drapeau de l'URSS              | Irina Deriouguina  | 9.600 | 9.600 | 9.600 | 9.700 | 38.500 |
| 2    | Drapeau de l'URSS              | Elena Tomas        | 9.750 | 9.450 | 9.600 | 9.650 | 38.450 |
| 3    | Drapeau de l'URSS              | Irina Gabashvili   | 9.550 | 9.700 | 9.500 | 9.500 | 38.250 |
| 4    | Drapeau de la Bulgarie         | Iliana Raeva       | 9.600 | 9.600 | 9.550 | 9.450 | 38.200 |
| 5    | Drapeau de la Bulgarie         | Kristina Guiourova | 9.800 | 9.150 | 9.550 | 9.600 | 38.100 |
| 6    | Drapeau de la Tchécoslovaquie  | Iveta Havlickova   | 9.750 | 9.400 | 9.550 | 9.250 | 37.950 |
| 7    | Drapeau : Allemagne de l'Ouest | Carmen Rischer     | 9.550 | 9.450 | 9.600 | 9.300 | 37.900 |
| 8    | Drapeau de la Tchécoslovaquie  | Daniela Bosanska   | 9.650 | 9.300 | 9.650 | 9.100 | 37.700 |

#### Corde
| Rang | Nation                        | Gymnaste           | AA Score | AF Score | Total  |
| ---- | ----------------------------- | ------------------ | -------- | -------- | ------ |
| 1    | Drapeau de la Bulgarie        | Kristina Guiourova | 9.800    | 9.850    | 19.650 |
| 2    | Drapeau de l'URSS             | Elena Tomas        | 9.750    | 9.800    | 19.550 |
| 3=   | Drapeau de la Tchécoslovaquie | Iveta Havlickova   | 9.750    | 9.700    | 19.450 |
| 3=   | Drapeau de la Tchécoslovaquie | Zuzana Zaveska     | 9.750    | 9.700    | 19.450 |
| 5=   | Drapeau de la Bulgarie        | Valentina Ganeva   | 9.700    | 9.700    | 19.400 |
| 5=   | Drapeau de la Corée du Nord   | Ok Nyo Kim         | 9.700    | 9.700    | 19.400 |
| 7=   | Drapeau de la Tchécoslovaquie | Daniela Bosanska   | 9.650    | 9.700    | 19.350 |
| 7=   | Drapeau de l'URSS             | Irina Deriugina    | 9.600    | 9.750    | 19.350 |

#### Ballon
| Rang | Nation                         | Gymnaste         | AA Score | AF Score | Total  |
| ---- | ------------------------------ | ---------------- | -------- | -------- | ------ |
| 1    | Drapeau de l'URSS              | Irina Gabashvili | 9.700    | 9.750    | 19.450 |
| 2    | Drapeau de la Bulgarie         | Iliana Raeva     | 9.60     | 9.750    | 19.350 |
| 3    | Drapeau de l'URSS              | Irina Deriugina  | 9.600    | 9.600    | 19.200 |
| 4    | Drapeau de l'URSS              | Elena Tomas      | 9.450    | 9.700    | 19.150 |
| 5    | Drapeau du Japon               | Kumiko Fumoto    | 9.500    | 9.600    | 19.100 |
| 6    | Drapeau : Allemagne de l'Ouest | Carmen Rischer   | 9.450    | 9.600    | 19.050 |
| 7    | Drapeau de la Tchécoslovaquie  | Iveta Havlickova | 9.400    | 9.500    | 18.900 |
| 8    | Drapeau : Allemagne de l'Ouest | Regina Weber     | 9.500    | 9.200    | 18.700 |

#### Massues
| Rang | Nation                         | Gymnaste           | AA Score | AF Score | Total  |
| ---- | ------------------------------ | ------------------ | -------- | -------- | ------ |
| 1=   | Drapeau de la Tchécoslovaquie  | Daniela Bosanska   | 9.650    | 9.6500   | 19.300 |
| 1=   | Drapeau de l'URSS              | Irina Deriugina    | 9.600    | 9.700    | 19.300 |
| 1=   | Drapeau de la Bulgarie         | Iliana Raeva       | 9.550    | 9.750    | 19.300 |
| 4=   | Drapeau de l'URSS              | Irina Gabashvili   | 9.500    | 9.700    | 19.200 |
| 4=   | Drapeau de la Bulgarie         | Kristina Guiourova | 9.550    | 9.650    | 19.200 |
| 6    | Drapeau de la Tchécoslovaquie  | Iveta Havlickova   | 9.550    | 9.550    | 19.100 |
| 7=   | Drapeau : Allemagne de l'Ouest | Carmen Rischer     | 9.600    | 9.450    | 19.050 |
| 7=   | Drapeau de l'URSS              | Elena Tomas        | 9.600    | 9.450    | 19.050 |

#### Ruban
| Rang | Nation                         | Gymnaste           | AA Score | AF Score | Total  |
| ---- | ------------------------------ | ------------------ | -------- | -------- | ------ |
| 1    | Drapeau de l'URSS              | Elena Tomas        | 9.650    | 9.700    | 19.350 |
| 2=   | Drapeau de l'URSS              | Irina Deriugina    | 9.700    | 9.600    | 19.300 |
| 2=   | Drapeau de la Bulgarie         | Kristina Guiourova | 9.600    | 9.700    | 19.300 |
| 4    | Drapeau de l'URSS              | Irina Gabashvili   | 9.500    | 9.600    | 19.100 |
| 5=   | Drapeau de la Bulgarie         | Iliana Raeva       | 9.450    | 9.600    | 19.050 |
| 5=   | Drapeau du Japon               | Hideko Unoki       | 9.450    | 9.600    | 19.050 |
| 7    | Drapeau de la Corée du Nord    | Ok Nyo Kim         | 9.300    | 9.600    | 18.900 |
| 8    | Drapeau : Allemagne de l'Ouest | Carmen Rischer     | 9.300    | 9.500    | 18.800 |